# Sludge Factory
«Sludge Factory» (с англ. — «Фабрика грязи») — песня американской гранж-группы Alice in Chains, вышедшая в 1995 году в альбоме Alice in Chains. Акустическая версия композиции прозвучала в 1996 году во время записи шоу «MTV Unplugged» и вошла в одноимённый альбом группы.

## История создания
В песне описан инцидент, произошедший во время записи альбома «Alice in Chains». Руководители звукозаписывающей компании Sony Music Дон Айнер и Мишель Энтони позвонили из Нью-Йорка, чтобы поздравить вокалиста Лейна Стэйли — альбом «Above» основанной им супергруппы Mad Season стал «золотым». Вслед за этим они сказали, что запись текущего альбома идёт слишком медленно, и что для окончания работ у него есть всего девять дней. Стэйли был настолько расстроен из-за оказанного на него давления, что решил написать об этом песню.
Текст «Sludge Factory» содержит следующие строки, описывающие произошедшее:

Поздравления — это не основная причина звонка / Никакого давления, кроме того, что великолепный результат нужен, скажем, через девять дней / Корпоративное невежество даёт мне возможность распоряжаться своим временем / Кстати, кстати…
Оригинальный текст (англ.)Call me up congratulations ain’t the real why / There’s no pressure besides brilliance let’s say by day nine / Endless corporate ignorance lets me control time / By the way, by the way.

## Исполнение на концертах
Несмотря на выход альбома «Alice in Chains», группа так и не возобновила концертные выступления, остановленные в начале 1994 года. Первым за два с половиной года появлением на публике стало выступление Alice in Chains в театре Бруклинской музыкальной академии для записи шоу «MTV Unplugged». Именно там песня «Sludge Factory» прозвучала в первый раз. В программе концерта «Sludge Factory» шла четвёртой по счёту. Песню не удалось исполнить с первого раза, и группе пришлось вступать заново. По мнению звукорежиссёра Тоби Райта, причиной нервозности Лейна могло быть то, что руководители Sony Music Мишель Энтони и Дон Айнер присутствовали в зале. В конечном счёте, для записи «Sludge Factory» было сделано максимальное количество дублей — шесть. Один из таких моментов, когда Стэйли забывает слова в начале песни, можно увидеть на DVD «MTV Unplugged».
Автор песни Лейн Стэйли успел исполнить её лишь несколько раз. Летом 1996 года Alice in Chains выступали на разогреве у Kiss на протяжении четырёх вечеров. После заключительного шоу в Канзасе 3 июля 1996 года вокалист Alice in Chains оказался в больнице из-за превышения дозы наркотиков. Группа в очередной раз приостановила выступления. Как позднее выяснилось, выступление в Канзасе стало последним для Alice in Chains в этом составе, а также последним исполнением песни «Sludge Factory» её основным автором.
После воссоединения Alice in Chains в 2006 году и приглашения вокалиста Уильяма Дюваля, группа регулярно исполняет песню «Sludge Factory» на концертах.

## Участники записи
- Джерри Кантрелл — бэк-вокал, гитары
- Лейн Стэйли — ведущий вокал
- Майк Айнез — бас-гитара
- Шон Кинни — ударные, перкуссия